# Europa (paquebot de 1930)
Pour les articles homonymes, voir Europa.
L’Europa est un paquebot transatlantique allemand construit par les chantiers navals Blohm + Voss dans le port de Hambourg et lancé en 1930. C'est le premier paquebot pourvu d'un bulbe d'étrave et de chaudières à mazout. Après la Seconde Guerre mondiale, le paquebot est cédé à la Compagnie générale transatlantique pour remplacer la perte du Normandie. Il devient le Liberté et est remis en service en 1950. En 1961, il est désarmé au Havre à cause de l'arrivée imminente du France, puis détruit à La Spezia l'année suivante. Il a pour navire-jumeau le Bremen.

## Histoire

### Construction et contexte

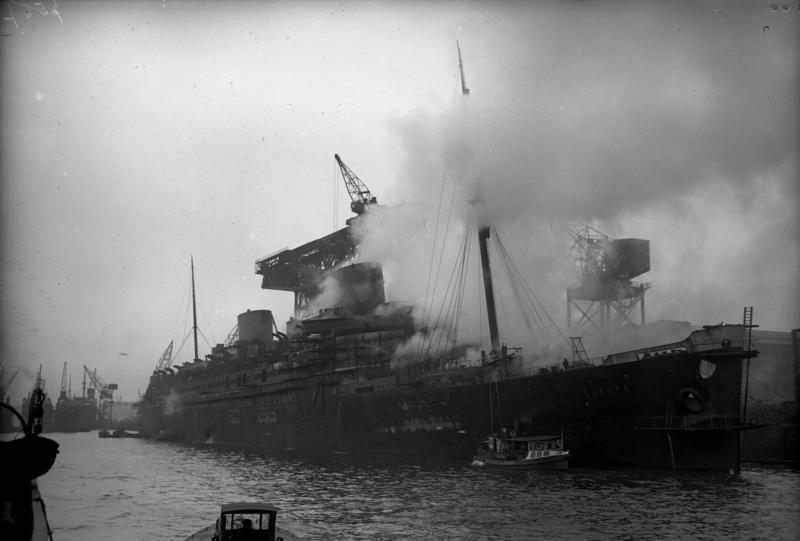
Incendie accidentel de l’Europa le 26 mars 1929 à Hambourg.

Dans les années 1920, l'Allemagne n'a plus de flotte marchande. En effet, tous ses navires les plus prestigieux ont été coulés durant le premier conflit mondial (comme le Kaiser Wilhelm der Grosse en 1914) ou saisis par les vainqueurs. Ne reste que le vieux Deutschland, obsolète et consacré au transport d'émigrants sous le nom de Hansa. En 1927 est lancé le Cap Arcona qui relance le pays en matière de navigation commerciale. Dans le même temps, la Norddeutscher Lloyd décide de lancer un nouveau duo de paquebots pour ravir le Ruban bleu au vieux Mauretania : ce seront le Bremen et l’Europa. Nombreux sont ceux qui, pendant leur construction, les imaginent comme les nouveaux « lévriers des mers ».
La construction des deux navires débute dans deux chantiers différents, et tous deux doivent entrer en service en 1929. Il est en effet prévu qu'ils soient mis en service à un jour d'intervalle et se croisent dans l'Atlantique Nord. Ce plan est cependant abandonné le 26 mars 1929, lorsque l’Europa est victime d'un incendie, puisque l'eau utilisée par les pompiers manque de le faire chavirer (comme cela se produira plus tard avec le Normandie). Le navire n'est sauvé que par la vase du port. Le Bremen doit donc partir seul et l’Europa reste en chantier un an de plus.
Le SS Europa est finalement lancé le 15 août 1928 aux chantiers navals Blohm + Voss de Hambourg.

### Au service de l'Allemagne
L’Europa part pour son voyage inaugural le 19 mars 1930 et remporte le Ruban bleu à son arrivée à New York 4 jours, 17 heures et 6 minutes plus tard. Le Bremen reconquiert cependant ce record peu après. Les deux navires connaissent encore une période de prospérité qui ne s'arrête qu'avec la guerre. Ainsi, en 1930, les deux navires transportent 12 % des voyageurs de la route de l'Atlantique Nord. Cependant, la décoration de l’Europa est moins populaire que celle de son jumeau, tentant vainement de reproduire celle du paquebot français Île-de-France avec force verre et miroirs. Les passagers ont en effet l'impression de se trouver entourés de glaces. De même, les loisirs à bord ne valent pas toujours ceux des autres paquebots, la principale activité proposée étant la chorale de l'équipage.
Cependant, si les deux navires permettent à la Norddeutscher Lloyd de se rétablir sur le plan financier et commercial, leur destin est grandement modifié par la Seconde Guerre mondiale.

### La guerre et ses conséquences
Lorsque la guerre éclate, l’Europa est à Hambourg, il est rapidement transféré à la base navale de Kiel pour servir de caserne flottante. Tout comme son sister-ship, il est un temps envisagé de l'utiliser comme transport de troupes dans le cadre de l'invasion de l'Angleterre, mais le projet est abandonné. Il est cédé à la Hambourg Amerika Linie en 1941, mais ce fait ne change rien à son occupation.
Il est ensuite récupéré par les Américains en 1945 et utilisé comme transport de troupes. À la fin de la guerre, il est cédé aux autorités françaises pour réparer la perte du Normandie.

### LeLiberté

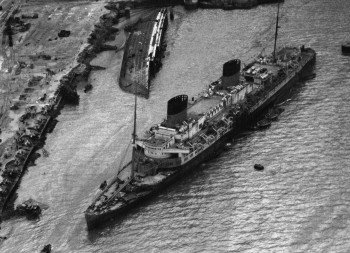
L’Europa coulé dans le port du Havre après avoir heurté le Paris.

Il n'est cependant pas remis en service avant 1950, car de nombreux contretemps vont prolonger sa remise en état. Une rupture d'amarres dans le port du Havre lui fait heurter l'épave du Paris, qui reposait dans le port depuis son naufrage en 1939. Il est alors gravement endommagé et n'est renfloué que le 15 avril 1947.

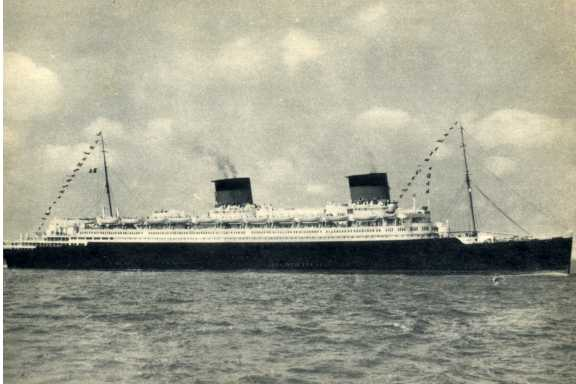
Le SS Liberté dans les années 1950.

Il est rebaptisé Liberté, divers noms ont été proposés dont Lorraine, France ou Libération, mais c'est Liberté qui est adopté sous la pression du Ministre des Travaux publics et des Transports Jules Moch. il est emmené à Saint-Nazaire pour une remise en état. Cependant un nouvel incendie se déclare en 1949. Les malheurs ne s'arrêtent pas puisque deux ouvriers sont blessés en janvier 1950. Il est cependant prêt à partir le 17 août 1950. Sa décoration a été revue, et intègre des éléments de la décoration du Normandie, stockés à New York pendant sa transformation avortée en transport de troupes. Le peintre Mathurin Méheut y réalise les dessins des motifs du tapis central de la chapelle, décors prévus, Arche de Noé et Nids d'oiseaux marins. La transformation ne concerne pas uniquement la décoration puisque la puissance du navire est diminuée de 130 000 chevaux à 85 000.
Sa carrière au service de la Compagnie générale transatlantique est alors un brillant tandem avec l’Île-de-France qui dure jusqu'à l'arrivée du France en 1962. Le tableau est obscurci par une collision avec un cargo à quai en 1961 et des dommages occasionnés par un paquet de mer en 1957. En 1961, il est retiré du service, les coûts de modification étant trop élevés. Après son dernier voyage le 30 novembre 1961 il est démoli en juin 1962.
Au cours de sa carrière, ce navire aura transporté un million de passagers, dont quatre cent mille sous pavillon français.